# Расплетін Олександр Андрійович
Расплетін Олександр Андрійович (12 (25) серпня 1908, Рибінськ — 8 березня 1967, Москва) — радянський вчений і конструктор в області радіотехніки й електроніки, академік АН СРСР (1964, член-кореспондент 1958), Герой Соціалістичної Праці (1956). Член КПРС з 1945. У 1930-36 працював в Центральній радіолабораторії, де розробляв телевізійну апаратуру. Після закінчення (1936) Ленінградського електротехнічного інституту працював у різних науково-дослідних і проектних організаціях і вів науково-педагогічну роботу. Державна премія СРСР (1951), Ленінська премія (1958). Нагороджений орденом Леніна і медалями.

## Освіта
З 1918—1926 роки навчався в Рибінській 9-річній школі ім. Луначарського (нині школа № 3).Виявляв інтерес до математики, хімії, фізики, в старших класах серйозно захопився електро- і радіотехнікою, став ініціатором створення і керівником шкільного радіогуртка, займався радіофікацією школи і створенням шкільної електростанції, готував для шкільного журналу огляди в розділі «Новини науки і техніки».
У 1930 році переїхав з Рибінська до Ленінграда, і 14 лютого став працювати радіомеханіком кварцової лабораторії при радіозаводі ім. Комінтерну. У тому ж році почав вчитися на вечірньому відділенні Електрослаботочного технікуму. У 1932 році на відмінно закінчив технікум, поступив на вечірнє відділення Ленінградського електротехнічного інституту ім. В. І. Ульянова (ЛЕТІ). Переходить на роботу в телевізійну лабораторію О. Л. Мінца і починає займатися удосконаленням систем спочатку механічного, а потім електронного телебачення, згодом ставши керівником групи.
30 квітня 1934 роки отримує перше авторське свідоцтво на «Пристрій для синхронізації в далекобаченні» (телебаченні).
У 1936 році закінчує ЛЕТІ (тема дипломного проекту «Електричні схеми розгортки і синхронізації в апараті високоякісного телебачення»). Лабораторія Расплетіна переходить до складу закритого НДІ-9 де він спільно з В. К. Кенігсоном керує розробкою першого в СРСР ефірного телевізійного приймача ВРК (Всесоюзний радіокомітет), працює над апаратурою телевізійної авіаційної розвідки (теми «Зірка», «Доломіт», «Алмаз»), в 1938—1940 рр. розробляє проєкційні телевізори ТЕ-1 з розміром екрану 1,0 в 1,2 м і ТЕ-2 з розміром екрану 2×3 м. На основі запропонованих ним схем в 1940 — 41 рр. почався випуск телевізорів 17ТН-1 і 17ТН-3. При створенні електронних телевізорів. Расплетіну довелося вирішити багато нових і складних для того часу завдань, пов'язаних з маловивченими напрямками в радіотехніці, перед війною він має вже близько десятка авторських свідоцтв.

## Воєнні роки
У Красноярську, на базі радіозаводу № 327 (ВАТ «НВП Радіозв'язок») Расплетін з групою розробників продовжує НДДКР по темі авіаційної телевізійної системи наведення.
У вересні 1942 року групу телевізійників переводять з Красноярська в Москву, в ОКБ Всесоюзного енергетичного інституту (ВЕІ). Расплетін призначений науковим керівником групи з розробки «Комплексної установки по наведенню винищувачів на ціль (РД-1)». У листопаді 1943 року група Расплетіна (лабораторія № 13) переходить до новоствореного радіолокаційного інституту ВНДІ-108 Акселя Берга і продовжує тему РД. Паралельно, на базі англійської РЛС «Моніка», розробляється «Літакова РЛС для бомбардувальників, що попереджає про напад з задньої півсфери», отримала назву «ТОН». РЛС «ТОН-2» надійшли в серійне виробництво в кінці 1944 року. Комплекс РД, що представляє собою телевізійні приймачі на борту винищувачів, на які передавалася поточна обстановка з планшета наземної РЛС, також успішно пройшов випробування і застосовувався в бойових умовах при повітряній блокаді оточеного німецького угруповання під Бреслау на літаках 45-го авіаполку, 56-й авіадивізії.